# Leandro Euzébio
Leandro Euzébio (født 18. august 1981) er en brasiliansk fodboldspiller.